# Stefan Voigt (Ökonom)
Stefan Voigt (* 19. August 1962 in Hamburg) ist ein deutscher Ökonom und seit Oktober 2009 Co-Direktor am Institut für Recht und Ökonomik der Universität Hamburg.

## Leben
Von Oktober 2006 bis September 2009 war Voigt Inhaber des Lehrstuhls für Ordnungsökonomik und internationale Wirtschaftsbeziehungen an der Philipps-Universität Marburg. Er war von 2002 bis 2006 Inhaber des Lehrstuhls für Allgemeine Wirtschaftspolitik an der Universität Kassel. Zuvor hatte er eine C3-Professur für Wirtschaftspolitik an der Ruhr-Universität Bochum.
Seine wissenschaftlichen Schwerpunkte liegen in der Neuen Institutionenökonomik, der Konstitutionenökonomik und der Analyse ökonomischer Konsequenzen von Justizstrukturen. Er ist Verfasser von zwei erfolgreichen Lehrbüchern zur (Neuen) Institutionenökonomik und Vorstandsmitglied der European Public Choice Society.
Voigt ist Träger des Herbert Quandt-Förderpreis 1999, des Habilitationspreises der Friedrich-Schiller-Universität Jena für die beste Habilitation in den Jahren 1997 und 1998 und des Walter-Eucken-Preises der Friedrich-Schiller-Universität 1994 für hervorragende Leistungen auf dem Gebiet der Ordnungstheorie und -politik. Unter anderem ist er Mitglied des Editorial Boards der Zeitschrift Public Choice und Herausgeber der Zeitschrift Constitutional Political Economy.

## Publikationen
- Die Welthandelsordnung zwischen Konflikt und Stabilität. Konfliktpotentiale und Konfliktlösungsmechanismen. Haufe, Freiburg 1992.
- Explaining Constitutional Change. A Positive Economics Approach. Elgar, Cheltenham 1999.
- mit André Schmidt: Making European Merger Policy More Predictable. Springer, Heidelberg et al. 2005.
- Institutionenökonomik. 2. Auflage. Fink, München 2009, ISBN 978-3-8252-2339-7.
- Institutional Economics. An Introduction. Cambridge University Press, Cambridge 2019, ISBN 1-108-47324-5.